# 中东铁路哈尔滨总工厂俱乐部旧址
中东铁路哈尔滨总工厂俱乐部旧址是黑龙江省哈尔滨市的一座历史建筑，位于道里区经纬街281号。

## 历史
1898年，俄国人开始在哈尔滨修筑中东铁路，同时在道里建立大型铁路附属工厂，即哈尔滨总工厂。1953年后改为铁道部哈尔滨车辆工厂。2007年9月30日，俱乐部旧址成为哈尔滨市文物保护单位。